# Wildbiene des Jahres
Seit dem Jahr 2013 machen der Arbeitskreis Wildbienen-Kataster, die Landesanstalt für Bienenkunde und die Imkerverbände Baden-Württembergs mit dem Titel Wildbiene des Jahres auf die Gefährdung der einheimischen Wildbienen aufmerksam.

## 2013 bis 2019
| Jahr | Name (deutsch)                        | Name (wissenschaftlich) | Abbildung |
| ---- | ------------------------------------- | ----------------------- | --------- |
| 2013 | Zweifarbige Schneckenhausbiene        | Osmia bicolor           |           |
| 2014 | Große Wollbiene oder Garten-Wollbiene | Anthidium manicatum     |           |
| 2015 | Zaunrüben-Sandbiene                   | Andrena florea          |           |
| 2016 | Bunte Hummel oder Waldhummel          | Bombus sylvarum         |           |
| 2017 | Knautien-Sandbiene                    | Andrena hattorfiana     |           |
| 2018 | Gelbbindige Furchenbiene              | Halictus scabiosae      |           |
| 2019 | Senf-Blauschillersandbiene            | Andrena agilissima      |           |

## Ab 2020
| Jahr | Name (deutsch)                              | Name (wissenschaftlich) | Abbildung |
| ---- | ------------------------------------------- | ----------------------- | --------- |
| 2020 | Auen-Schenkelbiene                          | Macropis europaea       |           |
| 2021 | Mai-Langhornbiene                           | Eucera nigrescens       |           |
| 2022 | Rainfarn-Maskenbiene                        | Hylaeus nigritus        |           |
| 2023 | Frühlings-Seidenbiene                       | Colletes cunicularius   |           |
| 2024 | Blauschwarze Holzbiene oder Große Holzbiene | Xylocopa violacea       |           |
| 2025 | Garten-Blattschneiderbiene                  | Megachile willughbiella |           |